# Halszka Osmólska
Halszka Osmólska (Poznań, 15 september 1930 – 31 maart 2008) was een Poolse paleontologe die zich toegelegd had op Mongoolse dinosauriërs.
Zij nam deel aan de Pools-Mongoolse expedities naar de Gobiwoestijn tussen 1965 en 1970.
Ze beschreef veel vondsten in die rotsen, dikwijls samen met Teresa Maryańska. Dinosauriërs die ze beschreef omvatten: Elmisaurus en de Elmisauridae in 1981, Hulsanpes in 1982, Borogovia in 1987 en Bagaraatan in 1996 samen met Maryańska, Homalocephale, Prenocephale, Tylocephale en Pachycephalosauria in 1974, Bagaceratops in 1975 en Barsboldia in 1981 samen met Maryańska en Altangerel Perle Goyocephale in 1982; samen met Ewa Roniewicz Deinocheirus in 1967; met Roniewicz en Rinchen Barsbold: Gallimimus in 1972; samen met Kurzanov, Tochisaurus in 1991; samen met meerdere andere auteurs Nomingia in 2000.
Ander werk omvat de paleobiologie van de Hadrosauridae en twee uitgaven van The Dinosauria. Tot 2004 was ze verbonden aan het Instytut Paleobiologii van de Polska Akademia Nauk.
Osmólska kreeg meerdere erkenningen waaronder het Pools Kruis van Verdienste. Ze heeft haar naam gegeven aan de Mongoolse oviraptoride Citipati osmolskae, de Chinese dromaeosauirde Velociraptor osmolskae, het archosauriform reptiel Osmolskina czatkowicensis en de Poolse lagomorf uit het Plioceen Prolagus osmolskae.

## Publicaties
- H. Osmólska, E. Roniewicz (1970). Deinocheiridae, a new family of theropod dinosaurs. Palaeontologica Polonica 21:5-19.
- H. Osmólska, E. Roniewicz, R. Barsbold (1972). A new dinosaur, Gallimimus bullatus n. gen., n. sp. (Ornithomimidae) from the Upper Cretaceous of Mongolia. Palaeontologia Polonica 27:103-143.
- H. Osmólska (1972). Preliminary note on a crocodilian from the Upper Cretaceous of Mongolia. Palaeontologia Polonica 27:43-47.
- T. Maryańska, H. Osmólska (1974). Pachycephalosauria, a new suborder of ornithischian dinosaurs. Palaeontologia Polonica 30:45-102.
- T. Maryańska, H. Osmólska (1975). Protoceratopsidae (Dinosauria) of Asia. Palaeontologica Polonica 33:133-181.
- H. Osmólska (1976). New light on the skull anatomy and systematic position of Oviraptor. Nature 262:683-684.
- H. Osmólska (1981). Coossified tarsometatarsi in theropod dinosaurs and their bearing on the problem of bird origins. Palaeontologica Polonica 42:79-95.
- T. Maryańska, H. Osmólska (1981). First lambeosaurine dinosaur from the Nemegt Formation, Upper Cretaceous, Mongolia. Acta Palaeontologica Polonica 26(3-1):243-255.
- T. Maryańska, H. Osmólska (1981). Cranial anatomy of Saurolophus angustirostris with comments on the Asian Hadrosauridae (Dinosauria). Palaeontologia Polonica 42:5-24.
- H. Osmólska (1982). Hulsanpes perlei n.g. n.sp. (Deinonychosauria, Saurischia, Dinosauria) from the Upper Cretaceous Barun Goyot Formation of Mongolia. Neues Jahrbuch für Geologie und Paläontologie Monatshefte 1982(7):440-448.
- A. Perle, T. Maryańska, and H. Osmólska (1982). Goyocephale lattimorei gen. et sp. n., a new flat-headed pachycephalosaur (Ornithischia, Dinosauria) from the Upper Cretaceous of Mongolia. Acta Palaeontologica Polonica 27(1-4):115-127.
- T. Maryańska, H. Osmólska (1984). Postcranial anatomy of Saurolophus angustirostris with comments on other hadrosaurs. Palaeontologia Polonica 46:119-141.
- T. Maryańska, H. Osmólska (1985). On ornithischian phylogeny. Acta Palaeontologica Polonica 30(3-4):137-149.
- H. Osmólska (1987). Borogovia gracilicrus gen. et sp. n., a new troodontid dinosaur from the Late Cretaceous of Mongolia. Acta Palaeontologica Polonica 32(1-2):133-150.
- R. Barsbold, H. Osmólska, and S.M. Kurzanov (1987). On a new troodontid (Dinosauria, Theropoda) from the Early Cretaceous of Mongolia. Acta Palaeontologica Polonica 32(1-2):121-132.
- S. M. Kurzanov, H. Osmólska (1991). Tochisaurus nemegtensis gen. et sp. n., a new troodontid dinosaur (Dinosauria, Theropoda) from Mongolia. Acta Palaeontologica Polonica 36(1):69-76.
- H. Osmólska (1996). An unusual theropod dinosaur from the Late Cretaceous Nemegt Formation of Mongolia. Acta Palaeontologica Polonica 41(1):1-38.
- R. Barsbold, H. Osmólska (1999). The skull of Velociraptor (Theropoda) from the Late Cretaceous of Mongolia. Acta Palaeontologica Polonica 44(2):189-219.
- R. Barsbold, H. Osmólska, M. Watabe, P.J. Currie, and K. Tsogtbaatar (2000). A new oviraptorosaur (Dinosauria, Theropoda) from Mongolia: the first dinosaur with a pygostyle. Acta Palaeontologica Polonica 45(2):97-106.
- T. Maryańska, H. Osmólska, and M. Wolsan (2002). Avialan status for Oviraptorosauria. Acta Palaeontologica Polonica 47(1):97-116.
- H. Osmólska, P.J. Currie, R. Barsbold (2004). Oviraptorosauria. In: D.B. Weishampel, P. Dodson, and H. Osmólska (eds.), The Dinosauria (second edition). University of California Press, Berkeley 165-183.

## Publicaties over haar
- Borsuk-Białynicka, M. and Maryańska, T. Halszka Osmólska (1930-2008) In Memoriam. Acta Palaeontologica Polonica 53, 2, 206.cp.
- Dodson, Peter (2008) "Polish Women in the Gobi–In Loving Memory of Halszka Osmólska (1930-2008)." American Paleontologist 16(3): 30

- Bibsys: 90531783
- Bibliothèque nationale de France: cb129873067 (data)
- CiNii: DA04920157
- International Standard Name Identifier: 0000 0000 6759 5871
- Library of Congress Control Number: n88283078
- Nationale bibliotheek van Australië: 35652455
- Nationale Bibliotheek van Israël: 987007447440205171
- Nationale Bibliotheek van Polen: a0000001161968
- Nationale en Universitaire bibliotheek Zagreb: 000446095
- Réseau des bibliothèques de Suisse occidentale: 02-A011341923
- Système universitaire de documentation: 057141819
- Virtual International Authority File: 93006009
- WorldCat: E39PBJyh7MR4MhpJGjg3H6B9Dq